# I Hate Luv Storys
Pour plus de détails, voir Fiche technique et Distribution.
I Hate Luv Storys est un film indien de Bollywood mettant en vedette Imran Khan et Sonam Kapoor dans les rôles principaux. C'est une comédie romantique dirigée par le réalisateur débutant Punit Malhotra et produit par Dharma Productions de Karan Johar. Punit Malhotra est le neveu du designer Manish Malhotra et a déjà travaillé comme assistant réalisateur pour Karan Johar. Les chansons sont composées par Vishal Dadlani et Shekhar Ravjiani sur des paroles d'Anvita Dutt Guptan, Vishal Dadlani et Kumaar.

## Synopsis
Jay ne croit pas aux histoires d'amour et préfère draguer les filles avec ses copains mais, à son grand regret, il est l'assistant d'un célèbre réalisateur de films romantiques. Simran, au contraire, est rêveuse, terriblement romantique et fiancée à Raj, un ami d'enfance. Amenés à travailler ensemble sur un film intitulé Pyar, pyar, pyar (Amour, amour, amour), Jay et Simran tombent amoureux l'un de l'autre mais refusent de se l'avouer.

## Fiche technique
- Titre : I Hate Luv Storys
- Titre original :
- Réalisateur : Punit Malhotra
- Scénario : Punit Malhotra
- Musique : Vishal Dadlani et Shekhar Ravjiani
- Parolier : Anvita Dutt Guptan, Vishal Dadlani et Kumaar
- Chorégraphie : Bosco Martis et Caesar Gonsalves
- Photographie : Ayananka Bose
- Montage : Akiv Ali
- Production : Karan Johar, Ronnie Screwvala et Hiroo Johar
- Langue : hindi
- Pays d'origine : Inde
- Date de sortie : 2 juillet 2010
- Format : Couleurs
- Genre : comédie romantique
- Durée : 129 minutes

## Distribution
- Imran Khan : Jay Dhingra
- Sonam Kapoor : Simran Sharma